# Hospital de Nuestra Señora del Carmen
Szpital Matki Bożej z Góry Karmel (hiszp. Hospital de Nuestra Señora del Carmen lub Hospital de Mujeres de Cádiz) – dawny szpital karmelitów, później siedziba diecezji Kadyksu i Ceuty.
Szpital Matki Bożej z Góry Karmel powstał w połowie XVIII wieku z inicjatywy Pedra Luisa Gutierreza San Martin z Sewilli, zbudowany zgodnie z barokową manierą, z przestronnymi i bogato zdobionymi fasadami, z toskańskimi kolumnami, wielką klatką schodową i licznymi elementami ozdobnymi. Został otwarty 16 października 1749 roku. Posiada szpitalną kaplicę z ołtarzem głównym i sześcioma kaplicami bocznymi. W 1963 roku z powodu braku funduszy biskup Antonio Añoveros zamknął szpital.

## Kaplica św. Franciszka z Asyżu
Jedną z sześciu kaplic jest kaplica św. Franciszka. W kaplicy znajduje się obraz El Greca Święty Franciszek otrzymujący stygmaty, który był własnością biskupa Lorenza Armenguala z Madrytu i znajdował się w kolekcji w jego pałacu w Chiclana de la Frontera. Obraz odziedziczył jego bratanek Bruno, który przekazał go szpitalowi wraz z innymi cennymi darami (m.in. naczynie liturgiczne) w 1747 roku.